# Kulturfonds Bayern
Der Kulturfonds Bayern ist eine Einrichtung der Bayerischen Staatsregierung, die 1996 aus Erlösen der Privatisierung der Bayerischen Versicherungskammer entstand. Die Koordination übernimmt das Kultusministerium.
Aus dem Kulturfonds werden kulturelle Investitionen und Projekte nichtstaatlicher Träger aus Bayern gefördert. Die Vorhaben sollen überregional von Bedeutung sein und ein Gesamtbudget ab 5.000 Euro aufweisen. Zielgebiet ist der ländliche Raum, d. h. die Metropolregionen München und Nürnberg sind nicht Fördergebiet.